# Prisionera
Prisionera est une telenovela américaine diffusée entre le 10 mars 2004 et le 6 décembre 2004 sur Telemundo.

## Synopsis
Guadalupe Santos est une belle jeune fille qui est condamnée à la prison pour avoir tué l'homme qui l'a violée. En prison, Guadalupe donne naissance à une fille, conséquence de ce viol. À cause de sa situation, elle la confie à sa sœur aînée en garde jusqu'à sa libération. En prison, elle se lie d'amitié avec une femme appelée Nacha. Cinq ans plus tard, Guadalupe reçoit une remise de peine pour bonne conduite, mais avant qu'elle ne s'applique, Guadalupe  est obligée de s'évader. Durant sa fuite, Guadalupe traverse la frontière entre le Mexique et les États-Unis. Delà, elle va à Miami, en Floride où elle rencontre Daniel Moncada pour qui elle a le coup de froudre au premier regard. À partir de cet instant, Guadalupe et Daniel démarrent une aventure pleine de situations amusantes, adverses, dangereuses et dramatiques. Tous deux sont éperdument amoureux, mais aucun des deux ne soupçonne qu'existe un terrible secret entre eux.
Dans cet amour entre Guadalupe et Daniel, interviennent d'autres facteurs qui compliquent la vie de ces protagonistes, tels que la présence de Rosalía de Moncada, la mère de Daniel, qui est convaincue de la culpabilité de Guadalupe en ce qui concerne la mort de son fils Ernesto, qui est l'homme qui l'a violée quand elle était enfant. Il y a aussi la présence de Lucero Ríobueno, également appelé Lulú, qui est la veuve de ce dernier. Et pour comble de malheur, Milagros, la sœur de Guadalupe refuse de renoncer à Libertad et à lui dire la vérité en ce qui concerne sa mère biologique, ce qui motivera Guadalupe à sortir ses griffes et à affronter le monde entier pour continuer à prouver son innocence et récupérer sa fille.
C'est l'histoire d'amour d'une mère prête à tout pour gagner l'affection de sa fille. C'est l'histoire d'amour d'une femme capable de défier le destin pour l'homme qu'elle aime...

## Distribution
- Gabriela Spanic : Guadalupe Santos / Guadalupe Lujan
- Mauricio Islas : Daniel Moncada # 1
- Gabriel Porras : Daniel Moncada # 2
- Gabriela Roel : Milagros Santos de Salvatierra
- Zully Montero : Rosalía Ríobueno viuda de Moncada
- Diana Quijano : Lucero Ríobueno, dite Lulú
- Génesis Rodríguez : Libertad Salvatierra Santos / Guadalupe Santos (12 ans)
- Daniel Lugo : Rodolfo Russián Villano (tué par Lulu)
- Ricardo Dalmacci : Francisco Salvatierra, dit Pancho
- Alfonso DiLuca : Tito Cabello
- Carlos Caballero : Cobra
- Liz Gallardo : Monalisa García
- Jullye Giliberti : Ignacia Vergara, dite Nacha
- Marisela González : Antonia la Tuerta
- Alexandra Acosta : Helena Montenegro de Moncada (tué par Lulu)
- Yina Vélez - Jennifer Robinson'(tué par Lulu)
- César Román : Luis, dit Lucho
- Griselda Nogueras : Maté Matilde
- Gerardo Riverón : Padre Antonio
- Marta Mijares : Mercedes Reyes
- Roberto Levermann : Máximo Gallardo
- William Colmenares : Tatam
- Carla Rodríguez : Adela Reyes
- Rebecca Montoya : Patricia Salvatierra, dit Patty
- Marcela Serna : Berenice Reyes (tué par Rony)
- Alejandro Chabán : Ronaldo Simancas, dit Rony (tué par Tedy)
- Patricia Álvarez : Sandy Simancas
- Jorge Martínez : Ricardo Montenegro (tué par Cobra)
- Ricardo Chávez : Santiago Mesa
- Yaxkin Santalucía : Teodoro Villamizar, dit Tedy
- Jana Martínez : Madre Emilia (tué par Cobra)
- Nelson Díaz : Inocencio Ramírez
- Alfonso DiLuca : Tito Cabello
- Alcira Gil : Otilia
- Bettina Grand  : Sargento Emilia Robinson (tué par Lulu)
- Félix Loreto : Ernesto Ríobueno (tué par Lulu) / Enrique Riobueno
- Guisela Moro
- Jose Luis Navas : Richard
- Calo Rodríguez : Manuel
- Gwendy Rodríguez : Carmelacarmelita
- Katalina Krueger : Mariana
- Rosalinda Rodríguez : Tarántula
- Yadira Santana : Caridad
- Gonzalo Garcia Vivanco : Dr. Alberti
- Carla Sánchez : Trina
- Nury Flores : Samantha
- David Abreu : Orson
- Marita Capote : Mère de Guadalupe et Milagros
- Sabrina Olmedo : Presa
- Ivonne d´Lize : Mère de Rodolfo
- Julio Ocampo : Rickie
- Álvaro Ruiz : Armando Simancas
- Jorge Hernández : Teniente Orestes
- Clemencia Velásquez : Jimena Lascuráin

## Diffusion internationale
- Telemundo
- Tele Antillas (2004) / Tele Antillas (2007)
- Saeta TV Canal 10
- bTV
- RTV Pink
- Telemundo Porto Rico
- La 1 / Nova
- Caracol Televisión
- RCTV
- Galavisión
- Telecanal /  TVN
- Rustavi 2
- Pink M
- Telemetro
- Canal 9
- Domashny
- Acasa TV

### Sources
- (es) Cet article est partiellement ou en totalité issu de l’article de Wikipédia en espagnol intitulé « Prisionera (telenovela) » (voir la liste des auteurs).